# تیم ملی فوتبال زنان مونته‌نگرو
تیم ملی فوتبال زنان مونته‌نگرو نمایندهٔ زنان کشور مونته‌نگرو در ردهٔ ملی است که تحت نظارت اتحادیه فوتبال مونته‌نگرو قرار دارد.

## تاریخچه
تیم ملی فوتبال زنان مونته‌نگرو شش سال پس از استقلال این کشور در سال ۲۰۱۲ تأسیس شد. پس از آن این تیم تحت نظارت اتحادیه فوتبال مونته‌نگرو کار خود را آغاز کرد. تأسیس تیم ملی فوتبال زنان مونته‌نگرو چهار سال پس از آغاز لیگ برتر زنان این کشور انجام شد. با سرمربیگری زوران میوویچ در شهر بار، مونته‌نگرو
این تیم در نخستین بازی خود موفق به برد ۲–۳ در مقابل تیم ملی فوتبال زنان بوسنی و هرزگوین شد. دو روز پس از آن دوباره با بازی در مقابل همین تیم و با نتیجه ۲–۲ اولین تساوی تاریخ خود را بدست آورد.
تیم فوتبال زنان مونته‌نگرو نخستین بازی رسمی خود را در ۴ آوریل ۲۰۱۳ و در بازیهای انتخابی جام جهانی فوتبال زنان ۲۰۱۵ در برابر تیم ملی فوتبال زنان جزایر فارو انجام داد که با تساوی ۳–۳ به پایان رسید. دو روز پس این بازی مونته‌نگرو نخستین برد تاریخ خود را با نتیجهٔ ۰–۲ در برابر تیم زنان گرجستان بدست آورد. در این بازی که در شهر ویلنیوس انجام دادند موفق شدند تا برای نخستین بار در سال ۲۰۱۵ به جام جهانی زنان صعود کنند.
در آوریل ۲۰۱۵ تیم ملی فوتبال زینان مونته‌نگرو با سرمربی جدید خود درویش حاجیفمانویچ با برد ۷–۰ در مقابل تیم مقدونیه پرگلترین پیروزی تاریخ خود را رقم زد. تیم زنان مونته‌نگرو در بازیهای انتخابی جام ملت‌های اروپای زنان ۲۰۱۷ نیز شرکت کرد اما امتیازی را در این بازیها بدست نیاورد. در مسابقات انتخابی که مقابل اسپانیا و در خارج از خانه انجام می‌شد با باخت ۰–۱۳ سنگینترین باخت تاریخ را ثبت کرد.
دومین حضور تیم زنان مونته‌نگرو در بازیهای انتخابی جام جهانی فوتبال زنان ۲۰۱۹ که در ماه آوریل ۲۰۱۷ انجام شد این تیم با یک باخت و دو تساوی و با تفاضل گل مثبت ۲ تیم سوم گروه خود شد. دز آخرین بازی این تیم پرگلترین بازی انتخابی جام جهانی را با برد ۱–۷ در مقابل تیم ملی فوتبال زنان لوکزامبورگ ثبت کرد.

## پیشینهٔ مسابقات
تیم فوتبال زنان مونته‌نگرو از زمان تأسیس تا به حال در دو مورد انتخابی مسابقات بزرگ شرکت داشته‌است که در هر دوی این موارد جواز حضور در آنها را بدست نیاورده است.

### جام جهانی فوتبال زنان
| ۲۰۱۵  | صعود نکرد     | صعود نکرد     | صعود نکرد     | صعود نکرد     | صعود نکرد     | صعود نکرد     | صعود نکرد     | صعود نکرد     | ۱۳            | ۱             | ۲             | ۱۰            | ۱۲            | ۵۷            |
| ۲۰۱۹  | صعود نکرد     | صعود نکرد     | صعود نکرد     | صعود نکرد     | صعود نکرد     | صعود نکرد     | صعود نکرد     | صعود نکرد     | ۳             | ۱             | ۰             | ۲             | ۸             | ۶             |
| ۲۰۲۳  | مشخص خواهد شد | مشخص خواهد شد | مشخص خواهد شد | مشخص خواهد شد | مشخص خواهد شد | مشخص خواهد شد | مشخص خواهد شد | مشخص خواهد شد | مشخص خواهد شد | مشخص خواهد شد | مشخص خواهد شد | مشخص خواهد شد | مشخص خواهد شد | مشخص خواهد شد |
| مجموع | ۰/۳           | ۰/۳           |               |               |               |               |               |               | ۱۶            | ۲             | ۲             | ۱۲            | ۲۰            | ۶۳            |

### جام ملتهای اروپا یورو
| ۲۰۱۷  | صعود نکرد     | صعود نکرد     | صعود نکرد     | صعود نکرد     | صعود نکرد     | صعود نکرد     | صعود نکرد     | صعود نکرد     | ۸  | ۰ | ۰ | ۸  | ۲ | ۵۱ |
| ۲۰۲۱  | مشخص خواهد شد | مشخص خواهد شد | مشخص خواهد شد | مشخص خواهد شد | مشخص خواهد شد | مشخص خواهد شد | مشخص خواهد شد | مشخص خواهد شد | ۲  | ۰ | ۰ | ۲  | ۰ | ۱۲ |
| مجموع | ۰/۱           | ۰/۱           |               |               |               |               |               |               | ۱۰ | ۰ | ۰ | ۱۰ | ۲ | ۶۳ |